# Hyperailurictis
Hyperailurictis és un gènere extint de mamífers carnívors de la família dels fèlids que visqueren a Nord-amèrica durant el Miocè. Se n'han trobat restes fòssils al Canadà, els Estats Units i Mèxic. Alguns científics el situen a la base de l'arbre evolutiu dels fèlids nord-americans, tot i que aquesta hipòtesi no ha assolit ni de bon tros el consens. El que sí que sembla clar és que és l'avantpassat de Nimravides, amb el qual formaria un clade a part de les famílies generalment reconegudes de fèlids.